# FC Vysočina Jihlava
Az FC Vysočina Jihlava egy cseh labdarúgócsapat Jihlavában, jelenleg a Cseh labdarúgó-bajnokság élvonalában szerepel.
Hazai mérkőzéseit a 4075 fő befogadására alkalmas Jiráskově ulici Stadionban játssza.

## Történelem
A klubot 1948-ban alapították. 1998 és 2000 között a harmadosztályban, 2000 és 2005 között a másodosztályban szerepeltek. A 2005/06-os idényben az élvonalban is bemutatkozhattak, de a bajnokság végén kiestek és ismét a második vonalban folytatták szereplésüket. 2012-ben ismét feljutottak az első osztályba.

## Csapatnév változások időrendben
Az FC Vysočina Jihlava elnevezései az évek során a következőképp alakultak:
- 1948–1949 – PAL Jihlava
- 1949–1951 – ZSJ PAL Jihlava
- 1951–1953 – TSO Spartak Motorpal Jihlava
- 1953–1961 – DSO Spartak Jihlava
- 1961–1993 – TJ Spartak Jihlava
- 1993–1994 – FK Spartak Jihlava
- 1994–1995 – FC Spartak PSJ Jihlava
- 1995–1997 – FK Spartak PSJ Motorpal Jihlava (egyesülés az SK Jihlava csapatával)
- 1997–2000 – FC PSJ Jihlava
- 2000– – FC Vysočina Jihlava

## Sikerei
- Cseh másodosztály
  - 2. hely (2): 2004–05, 2011–12
- Cseh harmadosztály
  - 2. hely (1): 1999–00

## Keret
2017. január 14. szerint.
| #  |     | Poszt | Név             |
| -- | --- | ----- | --------------- |
| 1  | CZE | K     | Jan Hanuš       |
| 5  | CZE | V     | Jiří Krejčí     |
| 7  | CZE | KP    | Petr Hronek     |
| 8  | CZE | KP    | Filip Novotný   |
| 10 | CZE | KP    | Jan Záviška     |
| 11 | CZE | KP    | Lukáš Vaculík   |
| 12 | CZE | KP    | David Štěpánek  |
| 13 | CZE | K     | Jan Kotnour     |
| 14 | CZE | CS    | Michael Rabušic |
| 15 | CZE | V     | Lukáš Kryštůfek |
| 16 | CZE | KP    | Čestmír Vitásek |
| 17 | CZE | V     | Petr Tlustý     |

| #  |     | Poszt | Név             |
| -- | --- | ----- | --------------- |
| 18 | MKD | V     | Yani Urdinov    |
| 19 | CZE | KP    | Lukáš Zoubele   |
| 22 | CZE | KP    | Jakub Fulnek    |
| 23 | CZE | V     | Milan Mišůn     |
| 24 | LAT | CS    | Dāvis Ikaunieks |
| 25 | CZE | V     | Antonín Rosa    |
| 26 | ECU | KP    | Augusto Batioja |
| 28 | CZE | CS    | Pavel Dvořák    |
| 30 | SVK | KP    | Jozef Urblík    |
| 34 | SVK | K     | Matej Rakovan   |
|    | CZE | V     | Martin Nový     |
|    | CZE | CS    | Tomáš Duba      |

## Külső hivatkozások
- Hivatalos weboldal (csehül)